# Jaskiniowiec z Kalifornii
Jaskiniowiec z Kalifornii (ang. Encino Man) – amerykańska komedia obyczajowa z 1992 roku w reżyserii Lesa Mayfielda. Wyprodukowany przez Hollywood Pictures.

## Fabuła
Dave (Sean Astin) i Stoney (Pauly Shore) znajdują uwięzionego w bryle lodu człowieka z epoki lodowcowej. Uwalniają go i nazywają Link (Brendan Fraser). Mężczyzna próbuje przystosować się do życia w XX wieku. Powoduje to wiele zamieszania i zabawnych sytuacji.

## Obsada
- Sean Astin jako David „Dave” Morgan
- Brendan Fraser jako Linkovich „Link” Chomovsky
- Pauly Shore jako Stanley „Stoney” Brown
- Megan Ward jako Robyn Sweeney
- Robin Tunney jako Ella
- Michael DeLuise jako Matt Wilson
- Patrick Van Horn jako Phil
- Dalton James jako Will
- Rick Ducommun jako pan Brush
- Jonathan Ke Quan jako Kim
- Rose McGowan jako Nora
- Michole White jako Kathleen